# التهاب الشفة

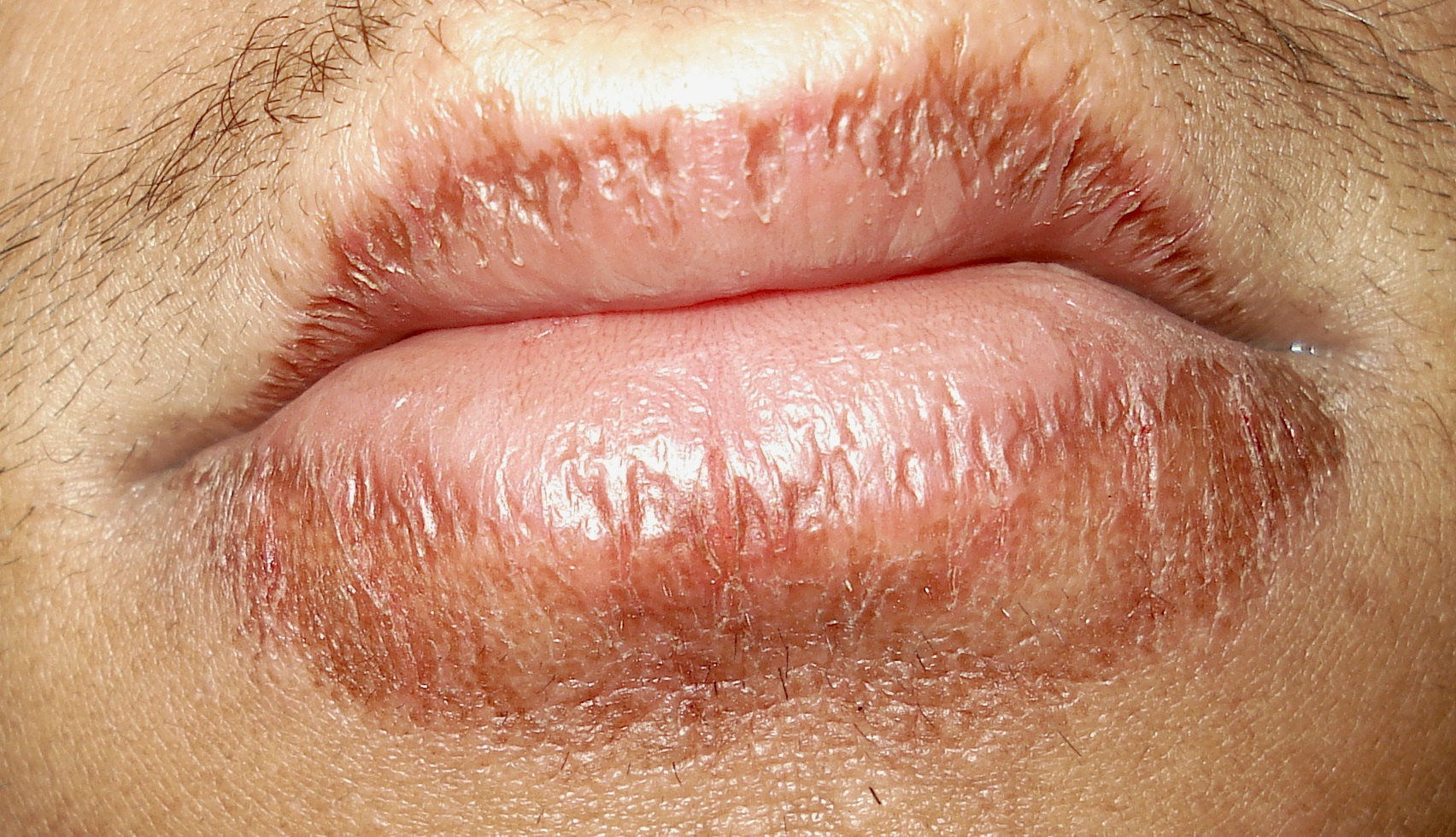
شكل الشفاه نتيجة التعرّض لنفحة رياح شديدة أثناء قيادة الدراجة النارية

التهاب الشفاه  هو التهاب يصيب الشفاه، هذا الالتهاب يمكن أن يتضمن: المنطقة حول-الفموية (المنطقة المحيطة بالشفاه)، منطقة الشفاه، والأغشية المبطنة للشفاه داخل الفم (منطقة الشفاه داخل الفم).
الجلد والحدود الخارجية للشفة هي المناطق الأكثرعرضة للالتهاب أما الأغشية الشفوية داخل الفم فهي الأقل عرضةَ للالتهاب والمضاعفات الناتجة عن الحساسية.
إن هذا مصطلحٌ عام، فهناك العديد من التصنيفات والمسببات لالتهاب الشفاه، ويمكن استخدام اختبار الرقعة (الباتش تيست) لتحديد نوع الحساسية التي سببت المرض.
التهاب الشفاه يمكن أن يكون حاد أو مزمن، وفي معظم الأحيان يكون المسبب لها خارجي المنشأ كالجفاف (التشقق) أو التعرض الحاد لأشعة الشمس.
التهاب الشفاه يمكن تقسيمها إلى الأنواع التالية:

## الشفاه المشققة

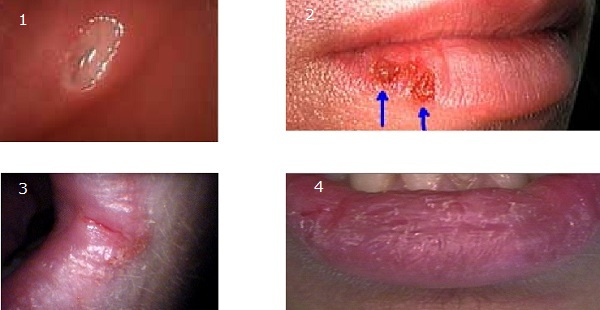
مقارنة صوريّة بين:
1- canker sore داخل الفم
2-الهيربس herpes
3- التهاب الشفاه الزاوية Angular cheilitis
4-الشفاه المشققة،

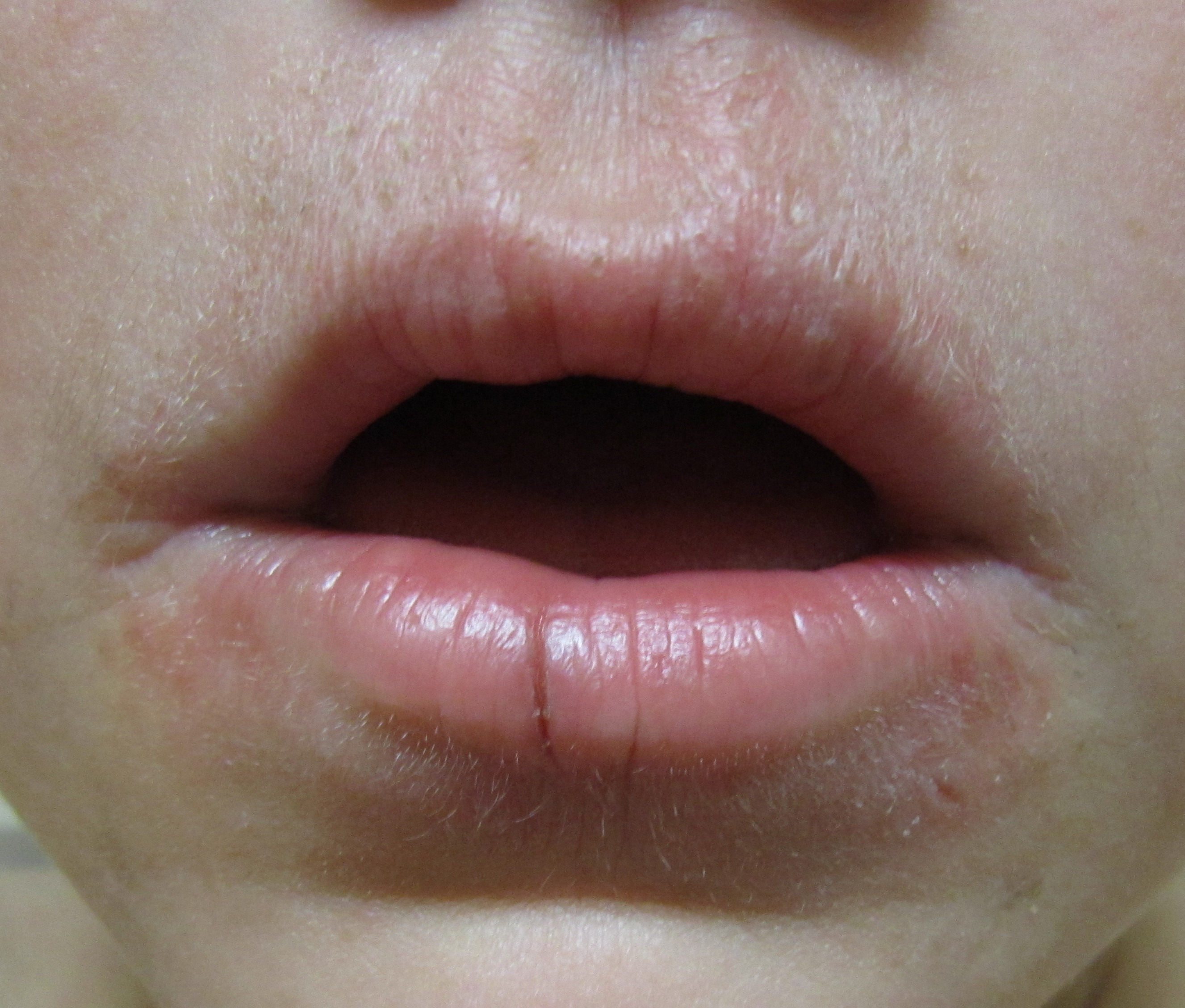
التهاب الجلد المحيط للفم perioral dermatitis لدى ذكر صغير نتيجة لعق الشفاه المستمرّ. ويلاحظ أيضاً وجود التشققات على الشفاه.

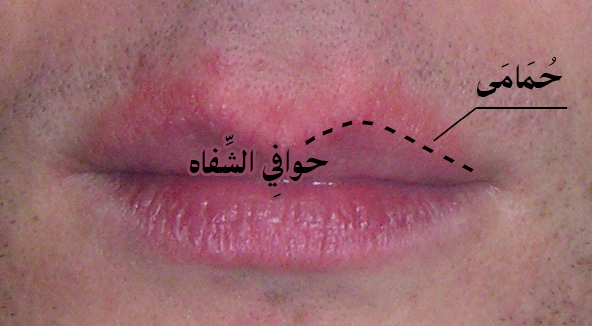
احمرار الحمامى تمتدّ إلى الجلد المحيط بالشفاه

'الشفاه المشققة (وتعرف ب التهاب الشفاه البسيطة أو الشائعة) تتمثل بوجود تشققات وتصدعات وتقشّر في الجلد المغطي للشفاه، وهي أحد أكثر أنواع التهاب الشفاه شيوعاً ، وفي حين أن كلا الشفتين يمكن أن تتعرضا للتشقق إلا أن الشفة السفلى هي الأكثرعرضة للتشقّق. ومن الممكن حدوث حرقة أو تشققات مؤلمة نتيجة تمدد الشفاه. [بحاجة لمصدر]
وإذا كان هذا مزمناً، التهاب الشفاه البسيطة يمكن أن يتطور ليسبب التقشر والنزيف.
إن عادات لعق الشفاه، عضها، أوفركها (الاحتكاك مع الأسنان) تسبب باستمرار تشقق الشفاه. وعلى النقيض فإن لعق الشفاه بشكل مستمرّ يؤدي إلى جفافها وتهييجها وبالنهاية يؤدي إلى تصدع الأغشية وحدوث الشقوق. إن جفاف الشفاه يحدث بشكل أكبر في الجوّ البارد الجاف [بحاجة لمصدر]. والإنزيمات الهاضمة الموجودة في اللعاب يمكن أن تؤدي أيضاً إلى تهييج الشفاه، وتبخر الماء الموجود في اللعاب يؤدي إلى سحب الرطوبة من الشفاه وحدوث الجفاف.
بعض الأطفال لديهم عادة المصّ والعض للشفة السفلى مما يؤدي إلى حدوث مزيج من التهاب الشفاه والاحمرار الحاد (الإيريثيما) حول الفم.
عادةً يكون العلاج ناجعاً عند استخدام مرطبات الشفاه كالمراهم والدّهون والفازلين، كما أن «اللانولين»لانولين الطبّي يسرّع في إصلاح[بحاجة لتوضيح] الشفاه (اللانولين عبارة عن شحم يفرز من الخلايا الزيتية للحيوانات المغطاة بالصوف كالخراف مثلاً)، وهذه المادة تدخل في بعض المنتجات المرمّمة الأخرى. بعض المصادر الطبية البديلة والمكمّلة تدعي أن إفرازات الأنف تعتبر علاجاً لتشقق الشفاه.
أحياناً مصطلح "التهاب الشفاه البسيطة cheilitis simplex يستخدم كمرادف ل "التهاب الشفاه" بشكلٍ عام، وعلى أية حال ف التهاب الشفاه التقشريّة والتي ستذكر لاحقاً تطلق أيضاً على الشفاه المشقّقة.

## التهاب الشفاه الأكتينيّ
ويطلق عليه أيضاً تشقق الشفاه الشمسي Solar cheilosis أو الناتج عن التعرض لأشعة الشمس، هذه الحالة هي نتيجةٌ للتعرض المزمن ولفترات طويلة للأشعة الفوق بنفسجيّة الموجودة في أشعة الشمس. وتحدث عادةً للشفة السفلى والتي تبدو جافّة، مجعّدة ويظهر اللّون الأبيض-الرّمادي على الشفة.
إن هذا النوع من الالتهاب «التهاب الشفاه» شائع بشكل خاصّ لدى الأشخاص ذوي البشرة الفاتحة الذين يعيشون بالأجواء المشمسة (كالذين يعيشون في أستراليا من أصل أوروبيّ)، وأيضاً الأشخاص الذين يمضون الساعات الطويلة في الشمس (كالعمّال مثلاً).
وهناك احتمال بسيط أن تتحوّل هذه الحالة وتتطور إلى «سرطان» في الخلايا الحرشفية المغطية للشفاه سرطانة حرشفية الخلايا على المدى الطويل. لكن سرطان الشفاه عادةً يمكن ملاحظته بسهولة وبالتالي يمكن التنبّؤ به مسبقاً بشكل جيّد مقارنةً بسرطان الفم

## التهاب الشفاه الزاويّ

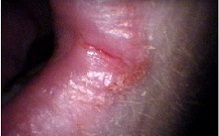
التهاب الشفاه الزاوية Angular cheilitis التهاب زاوية الفم

التهاب الشفاه الزاويّ (التهاب الشفاه الزاويّة) هو عبارة عن التهاب في أحد أو كلا زوايا الفم]. وهذه الحالة شائعة وعادةً ما تؤثرعلى كبار السنّ.
هناك العديد من المسبّبات المحتملة من ضمنها:
- نقص وسوء التغذية (بالأخص الحديد، فيتامينات ب، وحمض الفوليك)، الحساسية الناتجة عن اللمس أو الاحتكاك، 
-العدوى الناتجة عن فطريات المبيضات البيض (أو) البكتيريا العنقودية الذهبية والتي تتواجد عادةً في المجرى الهوائي وعلى الجلد (أو) بكتيريا المورات العقدية الحالّة للدّم من النوع بيتا β-hemolytic streptococci).
- حالة عدم وجود الأسنان انعدام الأسنان والتي تكون عادة مصاحبةً للإطباق الزائد للفم وتكوّن الاتهاب المرتبط بطقم الأسنان denture-related stomatists، بالإضافة إلى أسباب عدّة أخرى.

## التهاب الشفاه الأكزيميّ (التهاب الشفاه الأكزيمية)
ويسمى أيضاً “lip dermatitis”  هو عبارة عن مجموهة متنوعة من الاضطرابات والتي عادةً ما يكون سببها مجهولاً. التفاعلات «الأكزيمية» المزمنة Chronic eczematous reactions
تشكل غالبية حالات التهابات الشفاه المزمنة.
وتقسم إلى داخلية المنشأ endogenous (نتيجة وجود صفات كامنة في الشخص نفسه)، وخارجية المنشأ exogenous (حيث يكون المسبب عاملاً خارجياً).
إن السبب الرئيسي لالتهاب الشفاه الاكزيمي من منشأ داخلي endogenous eczematous cheilits هو التهاب الشفاه «التأتبي» atopic cheilit أو التهاب الجلد التأتبي التهاب الجلد التأتبي (وهو يشبه أعراض التفاعلات الناتجة عن الحساسية من احتقان وحكة وتورم وغيرها).
أمّا السبب الرئيسي لالتهاب الشفاه الأكزيميّ من منشأ خارجي exogenous eczematous cheilitis فهو التهاب الشفاه الناتج عن التهييج الحاصل نتيجة الملامسة والاحتكاكirritant contact cheilitis (كعادات لعق وعض الشفاه مثلاً) وأيضاً التهاب الشفاه الناتج عن الحساسية allergic contact cheilitis.
وتتمثل أعراض التهاب الشفاه الأكزيمية من منشأ خارجيّ بالجفاف والتشقق والانتفاخ والتقشّر، وتصيب فئة النساء أكثر من الرّجال بنسبة 9:1.

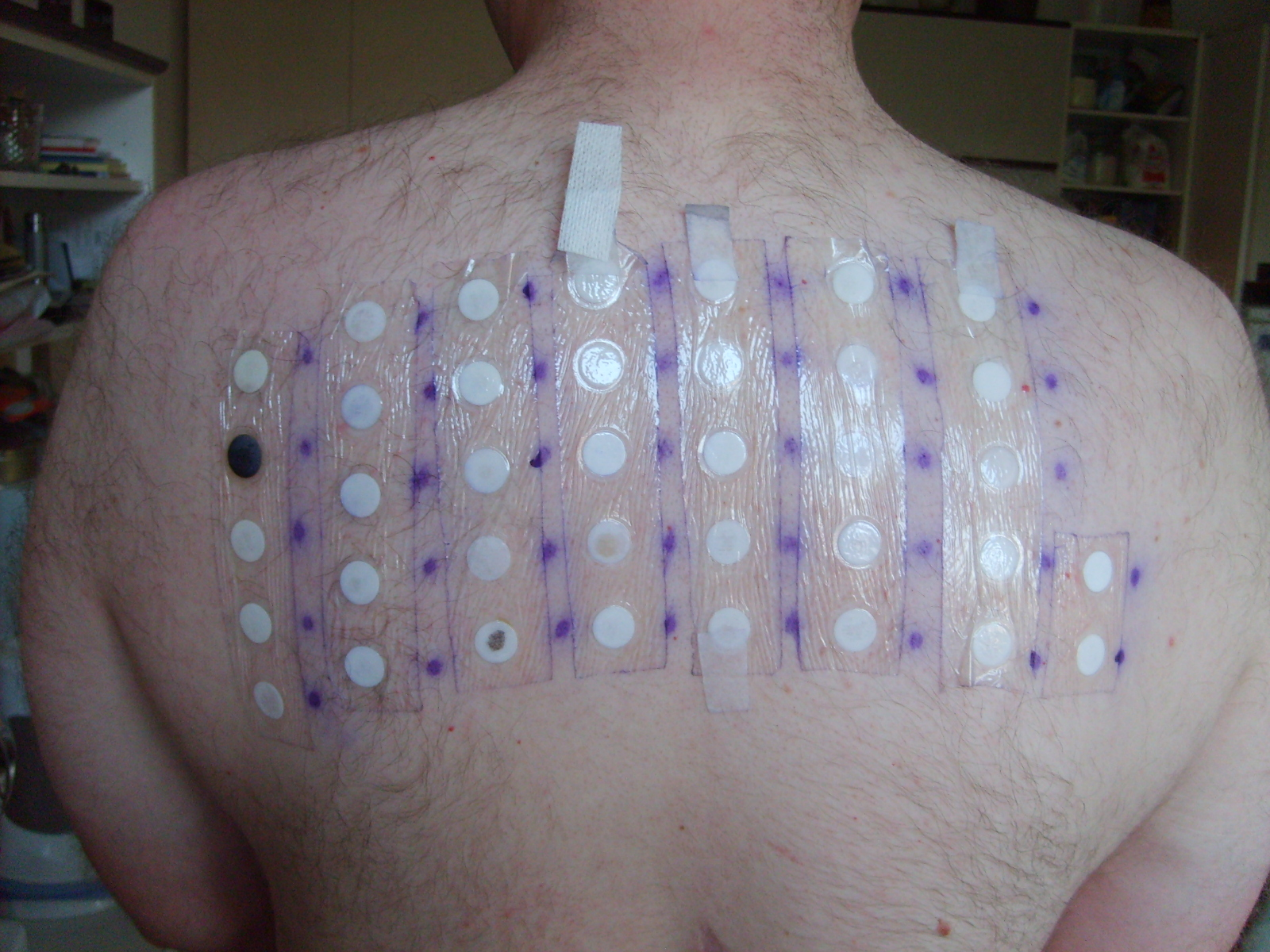
Patch-Test اختبار الحساسية

إن أكثرالمسببات شيوعاً لالتهاب الشفاه الناتج عن الحساسية هي مستحضرات تجميل الشفاه كأحمر الشفاه ومرهم الشفاه ويضاف لذلك معجون الأسنان. أما الحساسية الناتجة عن أحمر الشفاه فيصعب تشخيصها في بعض الحالات حيث أن التهاب الشفاه يمكن أن تنشأ وتتطوّر حتى بدون أن يستعمل الشخص أحمر الشفاه بشكل مستمرّ (الملامسة الشفوية لأحمر الشفاه نتيجة التقبيل مثلاً كفيلة بأن تسبب هذه الحالة) 
الحساسيّة ل «بلسم البيرو» وهو بلسم يستخرج من شجرة تنمو في أميريكا اللاتينية بشكل خاصّ يحتوي على عدة مواد كيميائية يمكن أن يسبب أعراضاً تبدو كالتهاب الشفاه. كذلك الأمر فإن الحساسية للمعادن أو الخشب أو أي شيء آخر كالنحاس مثلاً يمكن أن يسبب أعراض التهاب الشفاه، وهي تكثر بين الموسيقيين  وتسمى «التهاب الشفاه الكلارينيتست»clarinetist’s cheilitis  أو «التهاب الشفاه الفلوتيست»flutist’s cheilitis  وترمز للشبابة والمزمار (الناي).
أما ما يسمى «التهاب الشفاه الصبغية الناتجة عن الملامسة» pigmented contact cheilitis فهو نوع من التهاب الشفاه الناتجة عن الحساسيّة والتي تظهر فيها الشفاه مصبوغة بلونٍ أسود وبنيّ.
اختبار «الباتش تيست /اختبار الحساسية» Patch-Test يعتبر المفتاح لتشخيص التهاب الشفاه الناتجة عن الحساسية، 
أما أهم المواد التي كشف عنها باستخدام هذا الاختبار أنها من مسببات الحساسيّة فهي: كبريتات النيكل بنسبة 19% وبلسم البيرو «ميروكسيلون بيريراي»بلسم البيرو بنسبة 11.9% وخليط العطورfragrance mix بنسبة 11.5%

## التهاب الشفاه المُعدي
التهاب الشفاه المعدي  هو التهاب الشفاه الذي ينتج عن مرض مُعدٍ، وتستخدم أحياناً مصطلحات «التهاب الشفاه الكانديديّة»candidal cheilitis  و«التهاب الشفاه البكتيرّية»bacterial cheilitis ، وهي تدل على وجود علاقة لفطريات الكانديدا والبكتيريا كمسببات للعدوى.
ويدل مفهوم«كايلو-كانديدياسيس» Cheilocandidiasisعلى مشكلة التقشر الحاصلة للشفاه والجلد المحيط بالشفاه، والمسبب هو فطريات الكانديدا المعدية والتي تتواجد بشكل سطحيّ نتيجة لعق الشفاه بشكل دائم.
القوباء الجلدية Impetigo هي تقيح ناتج عن البكتيريا المعدية (كالبكتيريا العقديّة المقيّحة Streptococcus pyogenes والعنقوديّة الذهبية المقيّحةمكورة عنقودية ذهبية)، وهي تبدو في مظهرها كالتهاب الشفاه التقشّرية.
الهيربس الشفويّ Herpes labialisهو مسبب شائع لالتهاب الشفاه المعدية. والضررالناتج عن تكرار العدوى ب «الهيربس البسيطة» الكامنة herpes simplex latent يمكن أن يحدث في زوايا الفم وقد يسبب الخطأ في التشخيص على أنه أحد مسببات التهاب الشفاه الزاويّة. وهذا في الحقيقة يسمى الهيربس الشفويّ herpes labialis ولكنه أحياناً يسمى «الهيربس الزاويّ البسيط»angular herpes simplex.

## التهاب الشفاه الحبيبيّ
يشار إليه أيضاً بالورم الحبيبيّ الوجه-فمويّ Orofacial granulomatosis، حيث يحدث تضخم للشفاه نتيجةً لتكون التهاب حبيبيّ، والذي يغلق ويعيق التصريف الليمفيّ للأنسجة الرخوة الوجه-فمويّة، مسبباً الانتفاخ (الوذمة) الليمفية lymphedema.
التهاب الشفاه الحبيبيّ يشير بشكل أساسيّ لتورم الشفاه والذي عادةً ما يحدث في هذه الحالة.
«التهاب الشفاه الوسيطي» median cheilitis ممكن أن يظهر، وهو عبارة عن تشقق في الخط منتصف الشفة نتيجة تضخم الشفاه. والتهاب الشفاه الزاويّ يمكن أن يكون مصاحب لهذا «الورم الحبيبيّ الوجه-فمويّ»orofacial granulomatosis أو التهاب الشفاه الحبيبيّ granulomatous cheilitis.
هناك حالة مرتبطة بهذا النوع وهي (متلازمة ميلكيرسون-روسنثال) Melkersson-resenthal syndrome وهي تتمثل في ثلاثية من: شلل الوجهfacial palsy، انتفاخ الشفة المزمنchronic lip edema، واللسان المشققfissured tongue.
«التهاب الشفاه الميشر»Meischer’s cheilitis والتهاب الشفة الكلي الحبيبيّ granulomatous macrocheilitis  هما مرادفان لالتهاب الشفة الحبيبّي.

## التهاب الشفاه المرتبط بالعقاقير "المواد الكيميائية
من المسببات الشائعة لهذا النوع: الاترتينات (إيتريتينيت)وهو يعد من الريتينويدات، الاندينافر (Indinavir) وهو يعد من الانزيمات المثبطة لمحللات البروتين، الانزيمات المثبطة لمحللات البروتين (Protease-inhibitors)، فيتامين أ وأحادي التريتونين وهو من الريتينويدات.
مسببات غير شائعة تتضمن: الأتورفاستاتين (أتورفاستاتين)وهو من الأدوية المستخدمة لتقليل نسبة الكولستيرول، البوسولفان (بوسلفان)، الكلوفازيمين (كلوفازيمين)، الكلوميبرامين (كلوميبرامين)، السيانوكوبالامين (سيانوكوبالامين)، الذهب، الميثل-دوبا (مثيلدوبا)، سورالينز (Psoralens)، والستريبتومايسين (ستربتوميسين)، والسلفاسالازين (سلفاسالازين)، والتتراسايكلن (تيتراسايكلن).
الحالة التي يطلق عليها «قرحة الشفاه الناتجة عن العقاقير» توصف بأنها قرحة تصيب الشفاه وتسبب الألم الشديد بدون حدوث تيبّس. وهي نتيجة لاستخدام العقاقير من خلال الفم، وتزول هذه الأعراض بتوقف استخدام العقاقير.

## التهاب الشفاه التقشّريّ
ويطلق عليها أيضاً “cheilitis exfoliativa” أو "tic de levres"، وهي عبارة عن التهاب غير شائع يحدث في المنطقة الحمراء من الشفاه ال"vermillion zone" ويكون مؤلماً ومغطىً بقشورٍ صلبةٍ، ويكون هناك تكون وتقشر مستمرّين لقشور سميكةٍ بنية اللون من الكيراتين.
طبقة الكيراتين المغطية للطبقة الخارجية للشفاه تتعرض لحالة من النمو والموت«التقشّر» المتسارع نسبةً للوضع الطبيعي. وعندما تزال هذه القشور من الكيراتين يبدو مظهر الشفة طبيعياً تحتها  على الرغم من أنه يمكن أن يصاحب ذلك حدوث احمرار وانتفاخ في الشفة. ولم يكشف عن ارتباط هذه الحالة بسبب محدد بعد ونادراً ما تكون العدوى هي السبب.
عند بعد الأشخاص يصاحب ذلك قلق وانفعال واكتئاب واضطرابات شخصيّة، وتظهر أحد الإحصائيّات أن 87% من الأشخاص يتعرضون لأحد أشكال الإضرابات النفسيّة، و47% منهم يتعرضون لاضرابات في الغدة الدرقيّة و«التي تؤدّي بدورها لحدوث اضطرابات نفسيّة كالاكتئاب».
يعتقد بأن بعض حالات التهاب الشفاه التقشّري تمثّل ضرراً متصنّعاً «غير حقيقيّ»، وتسمى «التهاب الشفاه التصنعيّة» أو«التهاب الشفاه الاصطناعيّة»، وهي مرتبطة بعادات عض ولعق الشفاه المستمرّة. ويظهر ذلك على شكل تقشر وتقرّح ناتجين عن عض ومص مستمرّين للشفاه. ويعتبر البعض عادات لعق وعض«نتف» الشفاه من أشكال الانفعالات العصبية “nervous-tic”  ويطلق احياناً على هذه الحالة "perlèche" وهي كلمةٌ فرنسيّة الأصل. و«التهاب الشفاه التصنّعيّ» شائع بشكل كبير بين صغار الإناث.
وارتبط التهاب الشفاه التقشّري أيضاً بفيروس نقص المناعة المكتسبة (HIV/AIDS)،  والتصرف الأنجع في حالة الالتهاب التقشّري هو الإبقاء على رطوبة الشفاه واستخدام ال"corticosteroids " الموضعية والتي تتراوح من الهيدروكورتيزون إلى البروبيونات كلوبيتاسول. وتشير التقارير أنه أحياناً يتم استخدام مراهم التاكروليماس الموضعية "topical tacrolimus ointment".

## التهاب الشفاه الغدّيّ
وهو التهابٌ شائعٌ في الغدد اللعابيّة الصغيرة، ويصيب عادةً الشفة السفلى، وتبدو منتفخة وبارزة. ومن الممكن أن يحدث تقرّح وتقشّر وخروجٌ للإفرازات ومشاكل في الجيوب الأنفية. وهو يعد من الاضرابات المكتسبة لكن المسبب غير محدد.
من المسببات المتوقعة له: أشعة الشمس، الدخّان (التبغ)، السايفلس syphilis (وهو مرض منقول جنسياً)، وقلة العناية بنظافة الفم والأسنان بالإضافة إلى عوامل وراثية أخرى.
يحدث التهاب وتوسع عند فتحات الغدد اللعابيّة الصغيرة داخل الفم ّومن الممكن أن يكون هناك إخراجات مخاطية-قيحيّة من النوات اللعابيّة. وحسب تصنيفٍ قديم فقد قسّم التهاب الشفاه إلى 3 أنواع اعتماداً على حدّتها وخطورتها حيث يحدث التهابٌ ثانويّ من عدوى بكتيريّة في المراحل المتأخّرة ويكون مصحوباً بتقرّحٍ وتقيّح وانتفاخ:
- النوع الأول «البسيط»
- النوع الثاني «التقيح السطحيّ» (Baelz’s disease)
- النوع الثالث «التقيّح العميق» (Cheilitis glandularis epostemetosa)
التهاب الشفاه الغدّيّ عادةً ما يحدث (يصيب) الذكور بعمرٍ متوسط أو الكبار في العمر، ويحمل خطورة التحول الخبيث إلى سرطان الخلايا الحرشفيّة (ما بين 18% إلى 35%).
وهناك العديد من العلاجات الوقائيّة مثل إزالة حافّة الشفة (vermilionectomy).

## التهاب الشفاه الناتج عن الخلايا البلازمية
التهاب الشفاه البلازمي هي حالة نادرة جداً من مرض عادةً ما يصيب اللثة ويسمى (plasma cell gingivitis) وأحياناً اللسان.
يبدو التهاب الشفاه البلازمي واضح المعالم يتخلله بقع حمراء داكنة مع تزجيج سطحي كالورنيش (superficial lacquer-like glazing). وتصيب عادةً الشفة السفلى، وتبدو الشفاه متقلصة ومشقّقة، ويمكن أن يصاحبه أحياناَ التهاب الشفاه الزاويّة.

## مسببات أخرى
- ذئبة حمامية Lupus erythematosus [42] ويسمى أحياناً “Lupus Cheilitis” [29]
- التهاب الشفاه الزاوي داء كرون (angular cheilitis) [37]
- التهاب الشفاه الغذائي Nutritional cheilitis [23] التهاب الشفاه الناتجة عن سوء التغذية كالتي تنتج عن نقص فيتامين ب6 مثلاً [29]
- الحزاز المسطّح Lichen planus [23]
- الفقاعات Pemphigoid [23]
- جفاف الفم Xerostomia [14]